# Yerazgavors
Yerazgavors là một đô thị thuộc tỉnh Shirak, Armenia. Dân số ước tính năm 2011 là 1683 người.